# Wardley (Rutland)
Wardley est un village et une paroisse civile du comté de Rutland dans les East Midlands en Angleterre. La population au recensement de 2001 était de 32. Lors du recensement de 2011, la population est restée inférieure à 100 habitants et est incluse dans la paroisse civile de Ridlington. Il est situé à environ deux miles (3 km) à l'ouest d'Uppingham, à proximité de l'A47.
Le nom du village signifie probablement « bois/clairière avec un barrage » ou « bois/clairière des gardiens ».
L'église paroissiale de Saint-Botolph est classée Grade II*.  En 2016, l'église est passée sous la garde du Churches Conservation Trust.
Le village ne dispose pas d'un réseau d'approvisionnement en eau, l'eau est fournie par un forage.
Wardley Wood, propriété de la Commission des forêts, est une ancienne forêt à flanc de colline.